# Mark Hughes
Mark Hughes, född 1 november 1963 i Wrexham, är en walesisk före detta fotbollsspelare som är tränare för Carlisle United. Hughes hade en framgångsrik karriär som spelare i bland annat Manchester United. Han gjorde även 72 landskamper för Wales mellan 1984 och 1999.
År 1999 blev han förbundskapten för det walesiska landslaget, en post han hade till 2004. Efter det har han tränat Blackburn Rovers (2004–2008), Manchester City (2008–2009), Fulham (2010–2011), Queens Park Rangers (2011–2012), Stoke City (2013–2018), Southampton (2018) och Bradford City (2022–2023), samt är för närvarande tränare för Carlisle United (2025–).